# Panel de Alto Nivel sobre Coherencia
El Secretario General de Naciones Unidas ha conformado en marzo de 2005 el “Panel de Alto Nivel sobre Coherencia del Sistema de Naciones Unidas en las áreas de Asistencia Humanitaria, Medio Ambiente y Desarrollo”. Se trata de potenciar la acción operativa de Naciones Unidas a nivel regional y global.
Existe una creciente demanda de los Estados Miembros de Naciones Unidas en orden a contar con un sistema más efectivo, que sea capaz de apoyar los esfuerzos de la comunidad internacional para cumplir los Objetivos de Desarrollo del Milenio.
En la Cumbre Mundial 2005, los jefes de Estado y de Gobierno apoyaron el afianzamiento de la coherencia del Sistema, mediante la adopción de medidas concretas:
Orden normativo. Se busca fortalecer los vínculos entre la labor normativa de Naciones Unidas con sus actividades operacionales; coordinar la representación de la ONU en los organismos de desarrollo, asegurando que los temas de derechos humanos y género se tengan en cuenta en sus decisiones.
Actividades operacionales. Se busca proseguir la aplicación de reformas encaminadas a lograr una presencia más efectiva de Naciones Unidas en los países, de modo que contribuya mejor al logro de los objetivos de desarrollo convenidos globalmente.
Asistencia humanitaria. Se trata de asegurar que la asistencia humanitaria tenga un acceso seguro a las poblaciones necesitadas; apoyar a los países en desarrollo a reforzar sus capacidades nacionales para responder y mitigar los efectos de los desastres naturales; aumentar la eficacia de la respuesta humanitaria, mejorando su oportunidad y la materialización efectiva de su financiamiento; y desarrollar e implementar nuevos mecanismos de utilización de las reservas para emergencias humanitarias, con el objeto de dar una respuesta adecuada.
Actividades relacionadas con el medio ambiente. Se busca una mayor coordinación, orientación, integración y asesoramiento normativo de las actividades relacionadas con el medio ambiente, en el marco amplio del desarrollo. 
El Secretario General de Naciones Unidas considera que una revisión de la administración y funcionamiento de las actividades operativas del Sistema, es un componente central de la Reforma de Naciones Unidas.
El Panel está compuesto por:
Ricardo Lagos, expresidente de la República Chile; Benjamín Mkapa, Presidente de la República de Tanzania; Luisa Dias Diogo(*),primera ministra de Mozambique; Jens Støltenberg(*), primer ministro de Noruega; Shaukat Asís(*), primer ministro de Pakistán; Robert Greenhill, Viceministro de Cooperación Internacional de Canadá; Randall Tobias, Administrador de USAID, Estados Unidos; Keizo Takemi, Ex Canciller del Japón; Louis Michel, Comisionado europeo de Bélgica; Ruth Jakoby, Directora de Cooperación de Suecia; Jean-Michel Severino, Director de la Agencia de Desarrollo de Francia; Mohamed El-Ashry, de la Fundación de Naciones Unidas, Egipto; y Gordon Brown, Ministro de Hacienda del Reino Unido.
(*) Co-presiden
El análisis que harán los expertos tiene como objeto sentar las bases para una reestructuración fundamental del trabajo operativo de la ONU, lo que complementará las iniciativas de reforma que están en proceso de implementación en las Naciones Unidas.
Este paquete incluye la operatividad de la Comisión de Consolidación de la Paz, además de las negociaciones para el establecimiento de un Consejo de Derechos Humanos, y la propuesta de una reforma administrativa amplia que será develada próximamente por el Secretario General. El Panel es apoyado por Adnan Z. Amin (Director de la oficina de Nueva York del PNUMA), quien actuará como Director Ejecutivo.
- Datos: Q6059646